# Демпси, Джесси
Джесси Демпси (англ. Jesse Dempsey; 15 января 2005, Уэксфорд, Ирландия) — ирландский футболист, защитник клуба «Уотерфорд» и сборной Ирландии до 19 лет.

## Карьера
Выступал за молодёжные команды «Уэксфорд Ютс» и «Уотерфорда». В 2023 году перешёл в ЮКД. Дебютировал в Премьер-лиге Ирландии 17 февраля 2023 года в матче с «Дандолком». Отметился голевой передачей в матче Кубка Ирландии с «Коб Рамблерс». В 2024 году присоединился к команде «Лечче» до 19 лет.

## Карьера в сборной
Дебютировал за сборную Ирландии до 19 лет 9 сентября 2023 года в товарищеском матче со сборной Боснии и Герцеговины.